# Hrabstwo Stevens (Minnesota)
Hrabstwo Stevens (ang. Stevens County) – hrabstwo w stanie Minnesota w Stanach Zjednoczonych. Hrabstwo zajmuje powierzchnię 1489 km². Według szacunków United States Census Bureau w roku 2010 liczyło 9 726 mieszkańców. Siedzibą administracyjną hrabstwa jest Morris.

## Miasto
- Alberta
- Chokio
- Donnelly
- Morris